# فيابالاثوس
بلدية فيابالاثوس (بالإسبانية: Villapalacios) هي بلدية تقع في مقاطعة البسيط التابعة لمنطقة كاستيا لا مانتشا وسط إسبانيا.

## الديموغرافيا
بلغ عدد سكان بلدية فيابالاثوس 703 نسمة عام 2011 (وفقاً للمعهد الوطني الإسباني للإحصاء).
| 908 | 844 | 752 | 741 | 693 | 693 | 703 |